# Max und Moritz (1956)
Max und Moritz ist ein deutscher Kinderfilm aus dem Jahr 1956, der auf der gleichnamigen Geschichte von Wilhelm Busch basiert. Regie führte in dem Musikfilm Norbert Schultze. Die zugrunde liegende Bühnenfassung wurde 1938 in Oldenburg als „Ballett-Pantomime mit Gesang“ uraufgeführt.

## Handlung
Im Film erzählen ein Maler-Dichter und ein Mädchen die Geschichte der Lausbuben von Max und Moritz. Dabei hält sich der Film größtenteils an die Vorlage von Wilhelm Busch. Die Reime werden in gesprochener oder gesungener Form alle genannt und dabei werden die Streiche szenisch dargestellt. Meistens werden dabei sogar die zeichnerischen Motive nachgestellt.

## Kritik
„Eine geglückte Verbindung von Trick- und Realfilm, die viel Gespür für kindliche Mentalität zeigt.“

„Die werkgetreue Verfilmung zeigt die berühmten Lausbubenstreiche als kuriosen Mix aus Trick- und Realfilm mit Tanzeinlagen.“